# Ambelonas
Ambelonas (griechisch Αμπελώνας (m. sg.)) ist ein Gemeindebezirk der Gemeinde Tyrnavos in der griechischen Region Thessalien. Er liegt südwestlich des Olymp. Hauptort ist die gleichnamige Kleinstadt 22 km südöstlich der Kleinstadt Elassona und nördlich der Stadt Larisa gelegen.

## Verwaltungsgliederung
Als Landgemeinde Kazaklar (Κοινότητας Καζακλάρ) 1918 gegründet, erfolgte die Umbenennung in Ambelonas 1928. Nach der Hochstufung als Gemeinde (Δήμος Αμπελώνος) 1990 wurden nach der Gemeindereform 1997 die Landgemeinden Vryotopos, Deleria und Rodia eingemeindet. Mit der Verwaltungsreform 2010 wurde Ambelonas als Gemeindebezirk mit der ehemaligen Gemeinde Tyrnavos zur neuen Gemeinde Tyrnavos fusioniert.  Der Gemeindebezirk ist in einen Stadtbezirk und drei Ortsgemeinschaften untergliedert.
| Stadtbezirk Ortsgemeinschaft | griechischer Name            | Code     | Fläche (km²) | Einwohner 2001 | Einwohner 2011 | Dörfer und Siedlungen  |
| ---------------------------- | ---------------------------- | -------- | ------------ | -------------- | -------------- | ---------------------- |
| Ambelonas                    | Δημοτική Κοινότητα Αμπελώνος | 22060201 | 38,042       | 5920           | 8.055          | Ambelonas              |
| Vryotopos                    | Τοπική Κοινότητα Βρυοτόπου   | 22060202 | 27,399       | 0668           | 0585           | Vryotopos, Mikrolithos |
| Deleria                      | Τοπική Κοινότητα Δελερίων    | 22060203 | 21,939       | 0866           | 0655           | Deleria                |
| Rodia                        | Τοπική Κοινότητα Ροδιάς      | 22060204 | 66,736       | 0953           | 0732           | Rodia, Kordesi         |
| Gesamt                       | Gesamt                       | 220602   | 154,116      | 8407           | 8055           |                        |

## Wirtschaft
Der Gemeindebezirk Ambelonas ist durch die Landwirtschaft geprägt, dessen Produkte vor allem Baumwolle, Getreide und Mais, aber auch Trauben (Wein), Birnen und Pfirsiche sind. Zudem werden Obst und Gemüse wie Kohl, Tomate und Melonen angebaut.

## Sonstiges
Ambelonas ist für sein seit 1959 jährlich veranstaltetes Weinfest bekannt.